# 川久保玲
川久保玲（日语：／ Kawakubo Rei；1942年10月11日—）是一位日本的服裝設計師，出生於東京，畢業於慶應義塾大學。1980年代前期，她以不對稱、曲面狀的前衛服飾聞名全球，受到許多時尚界人士的喜愛。此外，日本的知名服裝設計師當中，川久保玲是少數幾個未曾到國外留學，而且未曾主修過服裝設計的特殊設計師。

## 簡史
川久保玲的父親是慶應大學教授。她在大學時代就對美術產生了濃厚的興趣。1967年，她畢業之後，到一家服裝布料公司上班，並在1969年正式獨立成服裝設計師，1973年她成立了一個服飾品牌，名稱為「Comme des Garçons」。

## 特色
1982年，川久保玲第一次在巴黎時裝展舉行發表會；此時她開始受到全球時裝界的注目，隔年，她的服飾有了一個簡單的暱稱，稱為「乞丐裝」；並造成1980年初期寬鬆、刻意的立體化、破碎、不對稱、不顯露身材的服裝設計潮流。這一場發表會的設計靈感據知來自於日本美學中的不規則和缺陷文化。她的創作概念和特色引起了不少時尚評論家的爭議，也帶動了後進設計師的服飾設計。
川久保玲擅於使用低彩度的布料來構成特殊的服飾，其中有許多是單件同一色調的設計，特別是黑色可說是川久保玲的代表顏色。
1983年，川久保玲獲得每日新聞時尚設計獎（Mainichi Fashion Award），1987年，獲得美國時尚技術學院（fashion institute of technology）的榮譽學位。今日她是20世紀女性服裝設計師中的重要人物。
目前「Comme des Garçons」總店位於巴黎。川久保玲是「Comme des Garçons」這個品牌的主要設計師，並有12間分店，以及大約200專櫃或精品店遍及全世界，據媒體報導，川久保玲的這個服飾品牌年營利約為150萬美金。在美國，川久保玲的公司經常捐款給孤兒院和美國棒球協會。1988年開始，川久保玲也發行自己的雜誌，稱為Six。她的先生是英國的編織設計師Adrian Joffe。
川久保玲在專訪中透露不願意承認自己的成功，但願意承認最大的失敗是。「也許事實上，過去40年來，我每天都在做這些事情，做這麼多的折磨自己的事，生活在地獄中，且每天都在這麼累地日夜工作，或許這是某種程度上的失敗。」
2018年，Comme des Garçons的秋冬季系列，川久保玲第一次地用電郵解釋當中系列的靈感，內容提及到她看了Susan Sontag 1964年一篇感性的文章 “Notes on Camp” ，指出Camp亦是一種創意。
及後，在下季時裝展前川久保玲再次發出電郵，宣布不會再有抽象設計。曾接受 The New York Times 訪問時，言語間中透露自己的不安。

## 弟子
川久保玲弟子丸龍文人曾於Comme des Garçons中工作，及後獨立開設個人品牌，並於意大利的Pitti Uomo時裝展期間發布2019春夏的回歸系列。

## 外部連結
- NUMBER 3 is the former COMME des GARÇONS Guerrilla Store +30210 Athens （页面存档备份，存于）
- Comme des Garçons官方網站 （页面存档备份，存于）
- Comme des Garçons的Instagram帳戶 （页面存档备份，存于）
- Comme des Garçons的YouTube頻道 （页面存档备份，存于）